# قداد طويل الذيل
قداد طويل الذيل (الاسم العلمي:Cricetulus longicaudatus) هو نوع من الحيوانات يتبع جنس قداد قزمي من فصيلة الفأرية.